# Culex ryukyuanus
Culex ryukyuanus är en tvåvingeart som beskrevs av Tanaka, Mizusawa och Saugstad 1979. Culex ryukyuanus ingår i släktet Culex och familjen stickmyggor. Inga underarter finns listade i Catalogue of Life.